# أسد الله أسدي
أسد الله أسدي (بالإنجليزية: Asadollah Asadi) (بالفارسية: اسدالله اسدی ، مواليد 1972) هو الدبلوماسي الثالث لسفارة إيران في النمسا، اعتقل أثناء عودته إلى مقر إقامته في النمسا على الطريق سريع في ولاية بافاريا الألمانية في 10 يونيو 2018، بتهمة التورط بمحاولة تفجير تجمع لمجاهدي خلق (منظمة سياسية وعسكرية معارضة للنظام الإيراني) في مدينة فيلبانت شمال باريس.، ولم يكن لهذا الدبلوماسي الإيراني حصانة سياسية على التراب الألماني.
بدأت محاكمة أسدي في 27 نوفمبر / تشرين الثاني 2020 في محكمة للإرهاب في أنتويرب ببلجيكا مع ثلاثة متهمين آخرين بتهمة التخطيط لعملية إرهابية في أوروبا.
وقالت السلطات القضائية البلجيكية أن أسدي مع اثنين آخرين، هما نسيم نعامي (33) وأمير سعدوني (38) مشتبه بهم في القضية.
وغرد وزير الخارجية الإيراني جواد ظريف :
كم هو مدهش أنه في نفس الوقت الذي سافر فيه (وفدنا الإيراني) إلى أوروبا مع رئيس إيران، انطلقت عملية إيران المزعومة واعتقل شخص واحد.

إن إيران تدين صراحةَ العنف والإرهاب في كل مكان وهي مستعدة لمعالجة أي مخاوف في هذا الصدد.

## اكتشاف خطة الأسدي واعتقاله
في إطار تحقيق أوروبي مشترك اعتقلت الشرطة الألمانية، يوم السبت 30 يونيو 2018، أسد الله أسدي بتهمة تسليم متفجرات لزوجين إيرانيين بلجيكيين والأمر بتنفيذ عملية إرهابية وهي تفجير تجمع كبير نظمه المجلس الوطني للمقاومة الإيرانية وحركة مجاهدي خلق ، وفي الوقت نفسه، تم اكتشاف واعتقال زوجين إيرانيين بلجيكيين من قبل الشرطة بينما كانا يحملان 500 جرام من بيروكسيد الأسيتون وعبوة ناسفة موضوعة في كيس في سيارتهما المرسيدس ، وفقًا لخطة الزوجين كان من المقرر تسليم القنبلة إلى شخص آخر وهو مواطن فرنسي ، لتفجيرها في تجمع «إيران الحرة» ، ولكن تم اعتقاله أيضًا.

### التسليم إلى بلجيكا
أصدرت محكمة في برلين يوم الاثنين 9 أكتوبر 2018، بعد ثلاثة أشهر من اعتقال أسد الله أسدي، حكماً يخول تسليمه إلى بلجيكا.

## الاتهامات والتحقيقات
عمل أسد الله أسدي بشكل خاص في «المكتب 312» في وزارة الاستخبارات والأمن الوطني الإيرانية، والتي يصنفها الاتحاد الأوروبي منظمة إرهابية، وفقًا لتحقيق أجراه جهاز الأمن البلجيكي .
قبل إرساله إلى فيينا عام 2014 وتعيينه كسكرتير ثالث للسفارة الإيرانية في النمسا، كان أسدي دبلوماسيًا لإيران من 2003 إلى 2008 في السفارة الإيرانية في العراق ثم في السفارة الإيرانية في المملكة المتحدة . وبحسب جهاز الأمن البلجيكي، كان أسد الله أسدي حاضرا في تجمع فيلبانت السابق عام 2017 ، وكذلك في مقر مجاهدي خلق في مدينة فيلبانت شمال باريس، وكان بالقرب من الفنادق التي كان يقيم فيها الضيوف المدعوون.
حسب صحيفة لوموند أن أسد الله أسدي تعلم أثناء تدريبه العسكري صناعة المتفجرات، وكانت مهمته بالتعاون مع وزارة الخارجية الإيرانية جمع المعلومات عن المعارضة الإيرانية.
يقول القضاء البلجيكي في تحقيقه التكميلي أن الحكومة الإيرانية خططت لمؤامرة لمهاجمة تجمع للمعارضة الإيرانية في باريس، وأن المؤامرة دبرتها وزارة الاستخبارات والأمن الوطني الإيرانية بعلم القيادة الإيرانية ولم تكن مبادرة شخصية لأسد الله أسدي.
وبحسب التقارير، عثرت الشرطة الألمانية على دفترين باللونين الأسود والأخضر في سيارة أسد الله أسدي، يحتوي أحدهما على دليل تعليمات مشفّر لكيفية صنع قنبلة يدوية، والآخر يحتوي على 189 ملاحظة، قدم معلومات عن مختلف المواقع السياحية والتاريخية في ألمانيا وفرنسا والنمسا وجمهورية التشيك والمجر وإيطاليا وبلجيكا وهولندا.
المعلومات الواردة في الكتيب الثاني والمتكونه من إيصالات تظهر أن أسدي دفع ما بين 2500 و 5000 يورو لبعض الأفراد المجهولين بأحرف إيرانية في 11 دولة أوروبية، ويعتقد المسؤولون القضائيون الألمان أن المتلقين مرتبطون بوكالات استخبارات إيرانية ويحققون فيما إذا كان أسدي مسؤولاً عن قيادة المجموعة.

## النتائج
في سبتمبر 2020، أعلنت الحكومة الفرنسية أن وزارة المخابرات الإيرانية كانت وراء المؤامرة ،  وطردت فرنسا مسؤولًا استخباراتيًا إيرانيًا يعمل تحت ستار دبلوماسي على صلة بمحاولة تفجير تجمع لحركة مجاهدي خلق في باريس.
بعد محاولة تفجير تجمع مجاهدي خلق في باريس، أضاف الاتحاد الأوروبي أسد الله أسدي وسعيد هاشمي مقدم ونائب وزير الأمن الداخلي بوزارة المخابرات الإيرانية إلى قائمة عام 2001.
هنأ وزير الخارجية الفرنسي بالإجراءات التي اتخذها الاتحاد الأوروبي في يناير 2019 ضد أجهزة المخابرات الإيرانية ومسؤوليها، وقال إن أجهزة المخابرات الإيرانية «مسؤولة» عن تنظيم مؤامرة 30 يونيو 2018 التي تم إحباطها في فيلبانت شمال باريس، ضد مجاهدي خلق.

## الحواشي
1. ↑  "سه سال جنگ اطلاعاتی ایران و غرب؛ پرونده اسدالله اسدی". BBC News فارسی (بالفارسية). مؤرشف من الأصل في 2020-11-26. اطلع عليه بتاريخ 2020-11-26.
2. ↑  Welle (www.dw.com), Deutsche. "بازتاب بازداشت دیپلمات ایرانی در رسانه‌های آلمانی‌زبان | DW | 04.07.2018". DW.COM (بfa-IR). Archived from the original on 2020-08-10. Retrieved 2021-02-04.{{استشهاد ويب}}:  صيانة الاستشهاد: لغة غير مدعومة (link)
3. 1 2  Russell, Rachel (15 Nov 2020). "Iran vows 'retaliation' as diplomat accused of giving out bomb in Pizza Hut in terror plot". Express.co.uk (بالإنجليزية). Archived from the original on 2020-12-02. Retrieved 2021-02-04.
4. 1 2  "دستگیری یک دیپلمات ایرانی در ارتباط با 'طرح بمب‌گذاری' در گرد‌هم‌آیی مجاهدین". BBC News فارسی (بالفارسية). 2 يوليو 2018. مؤرشف من الأصل في 2020-04-12. اطلع عليه بتاريخ 2020-11-26.
5. ↑  "سرنوشت "اسدالله اسدی" دیپلمات بازداشت‌شده ایرانی در ابهام/ وزارت خارجه برای دیپلمات خود چه کرد؟- اخبار مجلس و دول - اخبار سیاسی تسنیم - Tasnim". خبرگزاری تسنیم - Tasnim (بالفارسية). مؤرشف من الأصل في 2020-11-26. اطلع عليه بتاريخ 2020-11-26.
6. ↑  "فاصله یک ادعا تا واقعیت+ عکس". ایسنا (بالفارسية). 4 يوليو 2018. مؤرشف من الأصل في 2020-11-26. اطلع عليه بتاريخ 2020-11-26.
7. ↑  "Der Generalbundesanwalt - Startseite". www.generalbundesanwalt.de. مؤرشف من الأصل في 2021-01-20. اطلع عليه بتاريخ 2021-02-04.
8. ↑  "مظنونان طرح‌ریزی حمله به همایش سازمان مجاهدین در پاریس چه کسانی هستند؟". euronews (بالفارسية). 11 يوليو 2018. مؤرشف من الأصل في 2020-09-27. اطلع عليه بتاريخ 2021-02-04.
9. ↑  Welle (www.dw.com), Deutsche. "آمریکا: جمهوری اسلامی در ۳۶۰ ترور در بیش از ۴۰ کشور نقش داشته است | DW | 23.05.2020". DW.COM (بfa-IR). Archived from the original on 2020-10-18. Retrieved 2021-02-04.{{استشهاد ويب}}:  صيانة الاستشهاد: لغة غير مدعومة (link)
10. 1 2  Cools, Stijn; Vanhecke, Nikolas. "Belgisch terreurdossier gelinkt aan Iraans regime". De Standaard (بFlemish). Archived from the original on 2020-11-01. Retrieved 2021-02-04.
11. 1 2  "آلمان اجازه استرداد دیپلمات ایرانی به بلژیک را صادر کرد". euronews (بالفارسية). 1 أكتوبر 2018. مؤرشف من الأصل في 2021-02-04. اطلع عليه بتاريخ 2021-02-04.
12. ↑  "آلمان دیپلمات ایرانی اسدالله اسدی را به 'بلژیک تحویل داد'". BBC News فارسی (بالفارسية). مؤرشف من الأصل في 2018-10-16. اطلع عليه بتاريخ 2021-02-04.
13. ↑  "نتایج تحقیقات بلژیک: حمله خنثی شده به گردهمایی مجاهدین در سال ۲۰۱۸ توسط ایران برنامه‌ریزی شده است". ایران اینترنشنال (بالفارسية). 10 أكتوبر 2020. مؤرشف من الأصل في 2021-02-04. اطلع عليه بتاريخ 2021-02-04.
14. ↑  "طرح خنثی شدۀ انفجار در گردهمائی سازمان مجاهدین خلق در شمال پاریس از سوی ایران تدارک دیده شده بود". ار.اف.ای - RFI (بالفارسية). 10 أكتوبر 2020. مؤرشف من الأصل في 2020-10-13. اطلع عليه بتاريخ 2021-02-04.
15. ↑  "L'attentat manqué de Villepinte en 2018 a été « conçu par l'Iran », conclut une enquête belge". Le Monde.fr (بالفرنسية). 10 Oct 2020. Archived from the original on 2021-01-31. Retrieved 2021-02-04.
16. ↑  Libre.be, La (22 Oct 2020). "Comment la police belge a stoppé in extremis un couple iranien qui devait commettre un attentat à Paris". LaLibre.be (بالفرنسية). Archived from the original on 2020-11-01. Retrieved 2021-02-04.
17. ↑  "La Belgique exposée à des représailles iraniennes?". Le Soir Plus (بالفرنسية). 11 Oct 2020. Archived from the original on 2020-11-01. Retrieved 2021-02-04.
18. 1 2  "افشای اطلاعات تازه از افراد مرتبط با اسدالله اسدی؛ ادامه تحقیقات پلیس در ۱۱ کشور اروپایی". رادیو فردا (بالفارسية). مؤرشف من الأصل في 2021-01-29. اطلع عليه بتاريخ 2021-02-04.
19. 1 2  staff, T. O. I.; AFP. "Report: Iranian diplomat held in Belgium on terror charges warned of retaliation". www.timesofisrael.com (بالإنجليزية الأمريكية). Archived from the original on 2020-10-28. Retrieved 2021-02-04.
20. ↑  "اخراج "یک دیپلمات ایرانی" از فرانسه در ارتباط با طرح بمب‌گذاری در گردهمایی مجاهدین در پاریس". ار.اف.ای - RFI (بالفارسية). 26 أكتوبر 2018. مؤرشف من الأصل في 2021-02-04. اطلع عليه بتاريخ 2021-02-04.
21. ↑  "فرانسه یک دیپلمات ایرانی را در ارتباط با «طرح بمب‌گذاری نافرجام» اخراج کرد". رادیو فردا (بالفارسية). مؤرشف من الأصل في 2020-10-16. اطلع عليه بتاريخ 2021-02-04.
22. ↑  Welle (www.dw.com), Deutsche. "اخراج یک دیپلمات ایرانی از فرانسه به دلیل طرح حمله به مجاهدین | DW | 26.10.2018". DW.COM (بfa-IR). Archived from the original on 2018-10-26. Retrieved 2021-02-04.{{استشهاد ويب}}:  صيانة الاستشهاد: لغة غير مدعومة (link)
23. ↑  Welle (www.dw.com), Deutsche. "آیا اروپایی‌ها عملا از برجام خارج شده‌اند؟ | DW | 23.03.2019". DW.COM (بfa-IR). Archived from the original on 2019-03-26. Retrieved 2021-02-04.{{استشهاد ويب}}:  صيانة الاستشهاد: لغة غير مدعومة (link)
24. ↑  "L_2019209EN.01001501.xml". eur-lex.europa.eu. مؤرشف من الأصل في 2021-01-12. اطلع عليه بتاريخ 2021-02-04.
25. ↑  AFP. "L'UE inflige des sanctions à l'Iran après des meurtres sur le sol européen". Le Journal de Montréal. مؤرشف من الأصل في 2019-02-02. اطلع عليه بتاريخ 2021-02-04.
26. ↑  étrangères, Ministère de l'Europe et des Affaires. "Iran - Q&R - Extrait du point de presse (08.01.19)". France Diplomatie - Ministère de l'Europe et des Affaires étrangères (بالفرنسية). Archived from the original on 2020-10-29. Retrieved 2021-02-04.

## روابط خارجية
- "FM Spox terms violation of Iranian diplomat's immunity in Belgium unacceptable". IRNA English (بالإنجليزية). 14 Oct 2020. Archived from the original on 2020-10-20. Retrieved 2020-11-26.